# Jérôme Bandiera
Pour les articles homonymes, voir Bandiera.
Jérôme Bandiera, né le 25 septembre 1973, est un rameur d'aviron français.

## Palmarès

### Championnats du monde
- 2003 à Milan
  -  Médaille de bronze en huit poids légers